# María Elena Muñoz
María Elena Muñoz (Montevideo, 1905-1964) fue una poeta uruguaya.

## Biografía
Hay discrepancias en cuanto a su año de nacimiento, se considera que nació en el año 1905 o 1873  y falleció en 1964. A pesar de estar alejada del ambiente literario de los años 20 y 30 en Montevideo, sus obras aparecen editadas en las revistas destacadas de la época como La Cruz del Sur, Alfar, Pegaso e Izquierda.
Su obra Horas mías tiene el prólogo de Juana de Ibarbourou y fue publicada en 1924. En 1926 publica "Lejos" con prólogo de Pedro Leandro Ipuche.

## Obra

### En verso
- Horas mías (1924)[6]
- Lejos (1926)
- Puñado de Agua (1931)

### En prosa
- Refracciones, (1929)